# 開普加特利 (北卡羅萊納州)
開普加特利（英語：Cape Carteret）是一個位於美國北卡羅萊納州加特利縣的城鎮。

## 人口
根據2020年美國人口普查的數據，開普加特利的面積為6.77平方千米，當中陸地面積為6.54平方千米，而水域面積為0.23平方千米。當地共有人口2224人，而人口密度為每平方千米329人。